# Szwedzka szkoła w ekonomii
Szkoła szwedzka w ekonomii (nazywana też szkołą sztokholmską) – kierunek w ekonomii zapoczątkowany na przełomie XIX i XX wieku przez szwedzkiego ekonomistę Knuta Wicksella. Szkoła ta skupiała wielu spośród najwybitniejszych szwedzkich ekonomistów, wśród nich dwóch laureatów Nagrody Nobla w dziedzinie ekonomii. Uczeni związani ze szkołą sztokholmską prowadzili badania dotyczące funkcjonowania gospodarki, równowagi ogólnej, wymiany międzynarodowej, ekonomiki krajów rozwijających się.

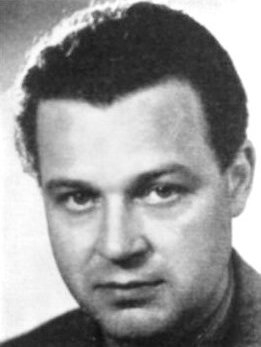
Gunnar Myrdal

Przedstawiciele szkoły szwedzkiej w ekonomii:
- Knut Wicksell
- Bertil Ohlin - laureat Nagrody Nobla w 1977 r.
- Gunnar Myrdal - laureat Nagrody Nobla w 1974 r.

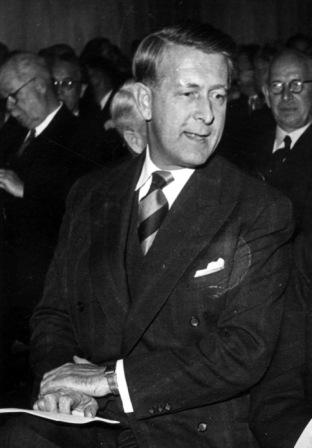
Bertil Ohlin

- Erik Robert Lindahl
- Gustav Cassel
- Erik Lundberg
- Rudolf Meidner

## Szkoła szwedzka w ekonomii a państwo dobrobytu
Teorie społeczno-gospodarcze głoszone przez ekonomistów ze szkoły sztokholmskiej, zwłaszcza przez Gunnara Myrdala, przyczyniły się do rozwoju państwa dobrobytu w Szwecji. Uczeni związani z tą szkołą postulowali aktywną rolę państwa w dziedzinie gospodarki oraz podkreślali znaczenie sektora publicznego. Należy jednak zaznaczyć, że nie wszyscy przedstawiciele szkoły utożsamiali się z socjaldemokracją. Sam założyciel szkoły Knut Wicksell był radykalnym liberałem. 
Helena Przybyła scharakteryzowała szwedzką szkołę w ekonomii w następujących słowach: "Szkołę współtworzyli intelektualiści o niezależnych umysłach, którzy w teorii różnili się, natomiast w praktyce łączyła ich praca na rzecz pomyślności ekonomicznej, społecznej i politycznej Szwecji".